# Белавка (Нижегородская область)
Белавка — село в Воротынском районе Нижегородской области, центр одноимённого сельсовета.

## Географическое положение
Белавка расположена в 2 км к югу от федеральной трассы М7 «Волга», в 7 км к востоку от села Семьяны и в 15 км от районного центра Воротынца, на левом берегу речки Белавка.

## История
В 1804 году сёла Семьяны и Белавка принадлежали графу Головкину, помещикам Бахметеву и Жадовским.

## Население
| 2002 | 2010 |
| ---- | ---- |
| 722  | ↗733 |

По результатам переписи населения 2002 года преобладающая национальность жителей села — русские (89 %).